# Epichalcoplethis schiffleri
Epichalcoplethis schiffleri är en skalbaggsart som beskrevs av Patrice Bouchard och Soula 2006. Epichalcoplethis schiffleri ingår i släktet Epichalcoplethis och familjen Rutelidae. Inga underarter finns listade i Catalogue of Life.